# Metcalfiella erectum
Metcalfiella erectum är en insektsart som beskrevs av Schmidt 1906. Metcalfiella erectum ingår i släktet Metcalfiella och familjen hornstritar. Inga underarter finns listade i Catalogue of Life.